# Eudocima

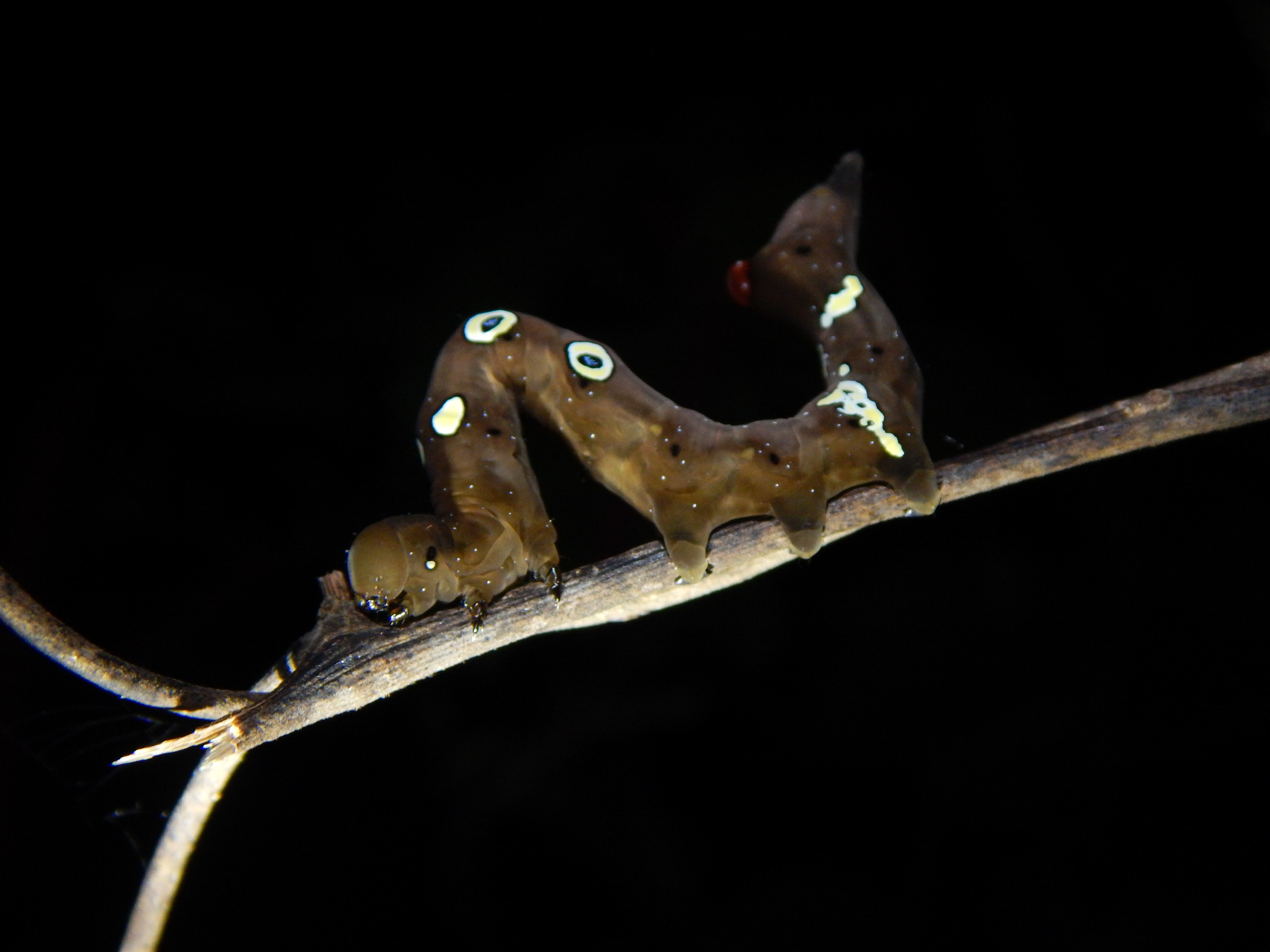
Eudocima phalonia, larva

Eudocima es un género de lepidópteros de la familia Erebidae. Los adultos de algunas especies perforan la piel de las frutas y se alimentan de sus jugos. Por eso son consideradas plagas.

## Especies
Las siguientes especies han sido reconocidas por Zill and Hogenes (2002)
- Eudocima anguina Schaus, 1911
- Eudocima apta Walker, 1857
- Eudocima aurantia Moore, 1877
- Eudocima bathyglypta Prout, 1928
- Eudocima behouneki Zilli & Hogenes, 2002
- Eudocima boseae Saalmüller, 1880
- Eudocima caesar Felder, 1861
- Eudocima cajeta Cramer, 1775
- Eudocima cocalus Cramer, 1777
- Eudocima collusoria Cramer, 1777
- Eudocima colubra Schaus, 1911
- Eudocima discrepans Walker, 1857
- Eudocima dividens Walker, 1857
- Eudocima divitiosa Walker, 1869
- Eudocima euryzona Hampson, 1926
- Eudocima felicia Stoll, 1790
- Eudocima formosa Griveaud & Viette, 1960
- Eudocima homaena Hübner, 1816
- Eudocima hypermnestra Cramer, 1780
- Eudocima imperator Boisduval, 1833
- Eudocima iridescens Lucas, 1894
- Eudocima jordani Holland, 1900
- Eudocima kinabaluensis Feige, 1976
- Eudocima kuehni Pagenstecher, 1886
- Eudocima materna Linnaeus, 1767
- Eudocima mazzeii Zilli & Hogenes, 2002
- Eudocima memorans Walker, 1857
- Eudocima mionopastea Hampson, 1926
- Eudocima muscigera Butler, 1882
- Eudocima nigricilia Prout, 1924
- Eudocima okurai Okano, 1964
- Eudocima paulii Robinson, 1968
- Eudocima phalonia Linnaeus, 1763
- Eudocima pratti Bethune-Baker, 1906
- Eudocima prattorum Prout, 1922
- Eudocima procus Cramer, 1777
- Eudocima prolai Zilli & Hogenes, 2002
- Eudocima salaminia Cramer, 1777
- Eudocima serpentifera Walker, 1857
- Eudocima sikhimensis Butler, 1895
- Eudocima smaragdipicta Walker, 1857
- Eudocima splendida Yoshimoto, 1999
- Eudocima strivijayana Bänziger, 1985
- Eudocima talboti Prout, 1922
- Eudocima toddi Zayas, 1965
- Eudocima treadawayi Zilli & Hogenes, 2002
- Eudocima tyrannus Guenée, 1852